# Origanum munzurense
Origanum munzurense là một loài thực vật có hoa trong họ Hoa môi. Loài này được Kit Tan & Sorger mô tả khoa học đầu tiên năm 1984.